# Passe à l'estribo

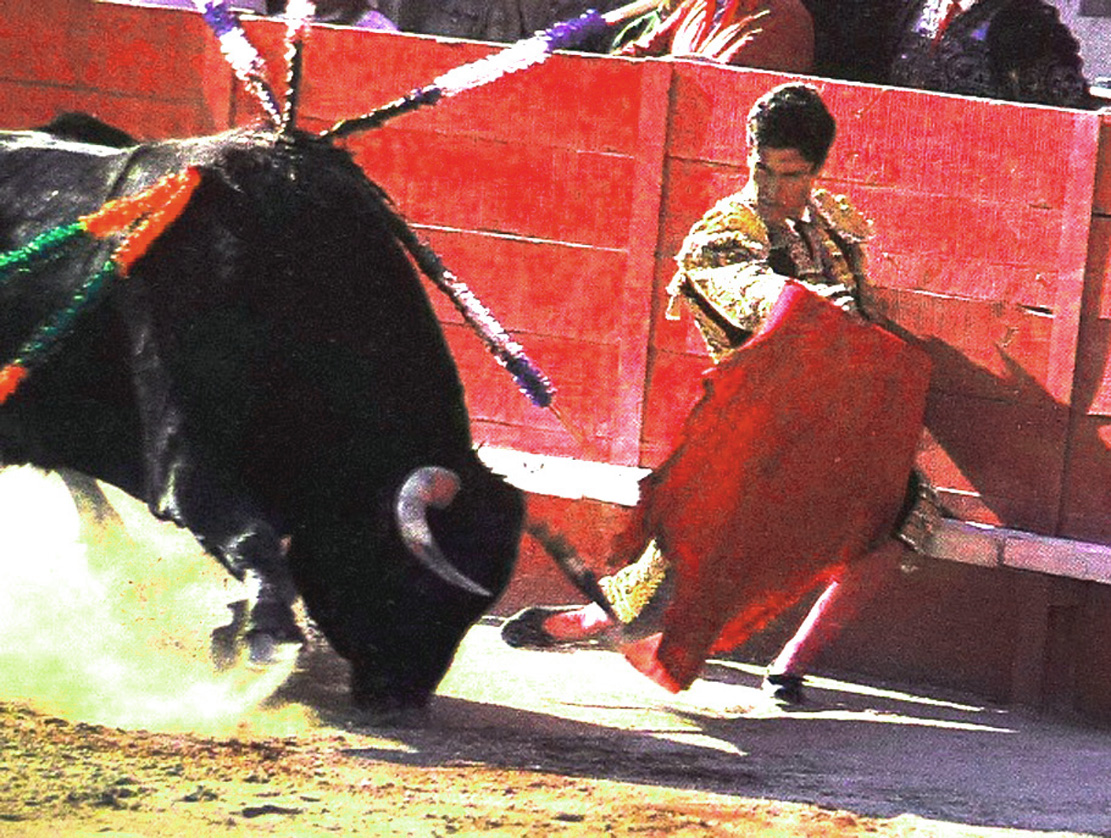
Joselito, passe à l'estribo.

Dans le monde de la tauromachie, la passe à l'estribo (« passe à l'étrier ») est une passe de muleta, avec laquelle le matador entame le plus souvent sa faena de muleta en citant le taureau, assis sur le marchepied haut d'environ quarante centimètres, qui permet de sauter dans le callejón. Elle s'effectue soit de la main droite, soit de la main gauche.

## Présentation
L’estribo (« étrier »), généralement peint en blanc, court tout le long de la barrière, côté intérieur de l'arène. La passe à l’estribo se déroule d'abord en deux ou trois passes par lesquelles le torero guide le taureau en restant assis. Puis, soit il se lève progressivement et entraîne le taureau avec son leurre, soit il poursuit la faena près de l’estribo avec des passes à genoux. 

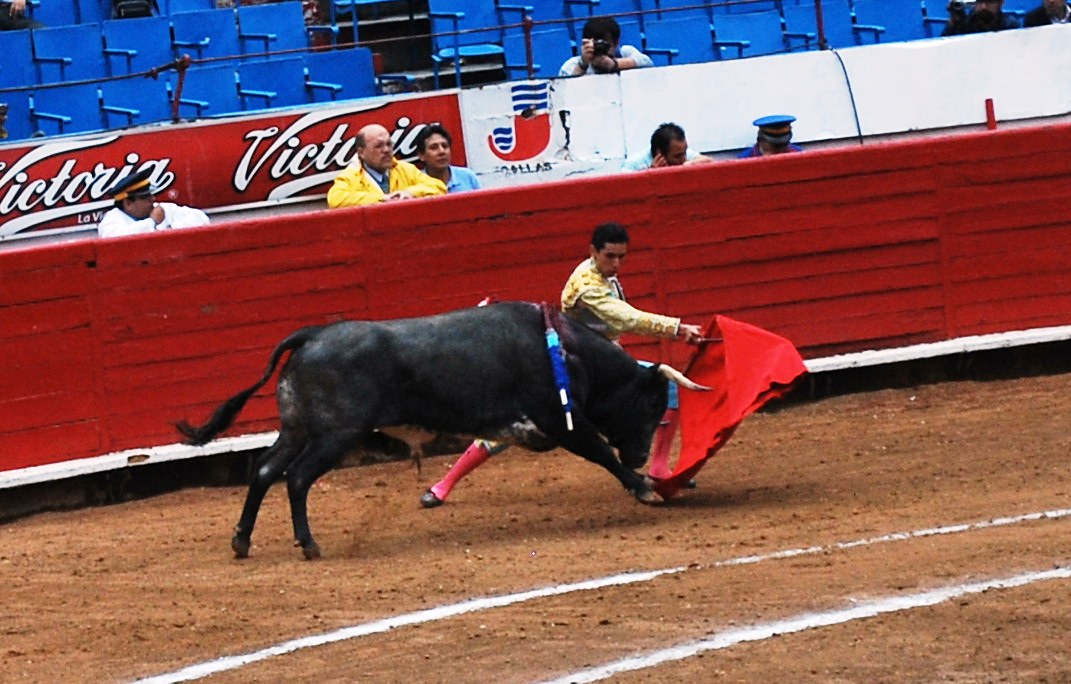
Passe, genou plié, près de l’estribo

C'est cette fameuse suerte sentando en el estribo qui causa la mort de Ignacio Sánchez Mejías en 1934. Elle est très dangereuse car le matador reste près des planches et n'a aucune possibilité de fuite.
Le torero peut également citer le taureau à genoux sur l’estribo avec la muleta, ou debout lorsqu'il plante les banderilles. Cette dernière méthode, assez dangereuse, était très utilisée par Victor Mendes qui banderillait avec beaucoup de talent.